# Den lille fiskerinde
Den lille fiskerinde er en dansk kortfilm fra 2007, der er instrueret af Simon Starski efter manuskript af ham selv og Rasmus Elvers.

## Handling
Denne artikel mangler et handlingsreferat. Hjælp os med at skrive det.